# Диво сърце (теленовела, 1977)
Диво сърце (на испански: Corazón salvaje) е мексиканска теленовела, която е втората телевизионна версия, базирана на едноименния роман от Каридад Браво Адамс, режисирана от Алфредо Салданя и продуцирана от Ернесто Алонсо за Телевиса през 1977-1978 г.
В главните роли са Анхелика Мария и Мартин Кортес, а в отрицателните роли са Сусана Досамантес, Фернандо Айенде и Берта Мос.

## Сюжет
Действието се развива на остров Мартиника, разположен в Карибско море, около 1900 г.. Франсиско Д'Аутремонт, богат човек и собственик на имоти, се жени за София, от която има син Ренато. Той има и незаконен син Хуан, с когото живее в дома си. София никога не го приема и когато съпругът ѝ умира, тя го гони от семейния им дом.
Десет години по-късно Хуан, използващ прякора Хуан дел Диабло, е собственик на кораба „Лусбел“, придружаван от сирачето Колибри и своя екипаж. Доня Каталина, приятелка на семейство Д'Аутремонт, се завръща в Мартиника с дъщерите си Моника и Ейми. Ейми се сгодява за Ренато, въпреки че поддържа тайна романтична връзка с Хуан дел Диабло. Моника тайно обича Ренато и разочарована, че той предпочита сестра ѝ, решава да стане монахиня.
Ейми се омъжва за Ренато и когато Хуан се завръща, двамата продължават връзката си, без той да знае, че вече тя е омъжена. Моника разкрива тайната на сестра си. Когато Ренато узнава тайната на съпругата си, той вярва, че Моника е любовницата на Хуан и я принуждава да се омъжи за него. След много трудности и недоразумения Моника и Хуан се влюбват. Ейми, презряна от съпруга си и озлобена заради отхвърлянето на Хуан, пада от кон и умира. Ренато, изпълнен с омраза и негодувание към Хуан, го преследва. След изригването на местния вулкан всичко се променя. Ренато се извинява за грешките си. Моника и Хуан дел Диабло, заедно и най-после щастливи, тръгват да плават с „Лусбел“, придружени от малкия Колибри.

## Актьори
- Анхелика Мария - Моника Молнар
- Мартин Кортес - Хуан дел Диабло
- Сусана Досамантес - Ейми Молнар
- Фернандо Айенде - Ренато Д'Аутремонт
- Берта Мос - Доня София вдовица де Д'Аутремонт
- Мигел Мансано - Педро Ноел
- Кики Ерера Кайес - Доня Каталина Молнар
- Луси Товар - Ханина
- Сокоро Авелар - Ана
- Хорхе Варгас - Франсиско Д'Аутремонт
- Агустин Саурет - Баутиста
- Раул Вале - Адриан Лефевре
- Ернесто Марин - Колибри
- Серхио Суани - Сегундо Дуклос
- Консуело Франк - Сестра Мария Инес де ла Консепсион
- Рене Муньос - Естебан
- Роберот Антунес - Вицесекретар на губернатора
- Карлос Аргуейес - Хуан (дете)
- Армандо Алкасар - Ренато (дете)
- Мануел Гисар - Д-р Алехандро Фабер
- Едуардо Алкарас - Отец Дидиер
- Тони Браво - Шарл Бритон
- Ернесто Алонсо - Разказвач
- Роберто Монтиел - Грасиан
- Пилар Соуса
- Роса Глория Чагоян - Делия
- Хуан Диего Фернандес Виняс
- Игнасио Рубиел
- Леон Синхер - Губернатор

## Премиера
Премиерата на Диво сърце е на 26 септември 1977 г. по Canal 2. Последният 168. епизод е излъчен на 19 май 1978 г.

## Версии
Кино
- Corazón salvaje, игрален филм от 1956 г., с участието на Марта Рот, Карлос Наваро, Кристиан Мартел и Рафаел Бертанд.
- Диво сърце, игрален филм от 1968 г., с участието на Анхелика Мария, Хулио Алеман, Тереса Веласкес и Мануел Хил.

Телевизия
- Диво сърце, мексиканска теленовела от 1966 г., продуцирана от Ернесто Алонсо за Телесистема мехикано, с участието на Хулиса, Енрике Лисалде, Жаклин Андере и Енрике Алварес Феликс.
- Диво сърце, мексиканска теленовела от 1993 г., продуцирана от Хосе Рендон за Телевиса, с участието на Едит Гонсалес, Едуардо Паломо, Ана Колчеро и Ариел Лопес Падия.
- Непокорно сърце, мексиканска теленовела от 2009 г., продуцирана от Салвадор Мехия за Телевиса, с участието на Арасели Арамбула, Едуардо Яниес и Кристиан де ла Фуенте. Тази версия използва сюжета на романа Диво сърце от Каридад Браво Адамс, който се слива със сюжета на теленовелата от 1990 г. Аз купувам тази жена, създадена по оригиналната история на кубинската сценаристка Олга Руилопес.